# جيم وايت (لاعب كرة قدم أمريكية)
جيم وايت (بالإنجليزية: Jim White)‏ هو لاعب كرة قدم أمريكية أمريكي، ولد في 8 فبراير 1920 في إيدجووتر في الولايات المتحدة، وتوفي في 5 أبريل 1987.

## وصلات خارجية
- جيم وايت على موقع مرجع كرة القدم المحترفة.كوم (الإنجليزية)
- جيم وايت على موقع JustSportsStats.com (الإنجليزية)